# دار نشر جامعة هارفارد

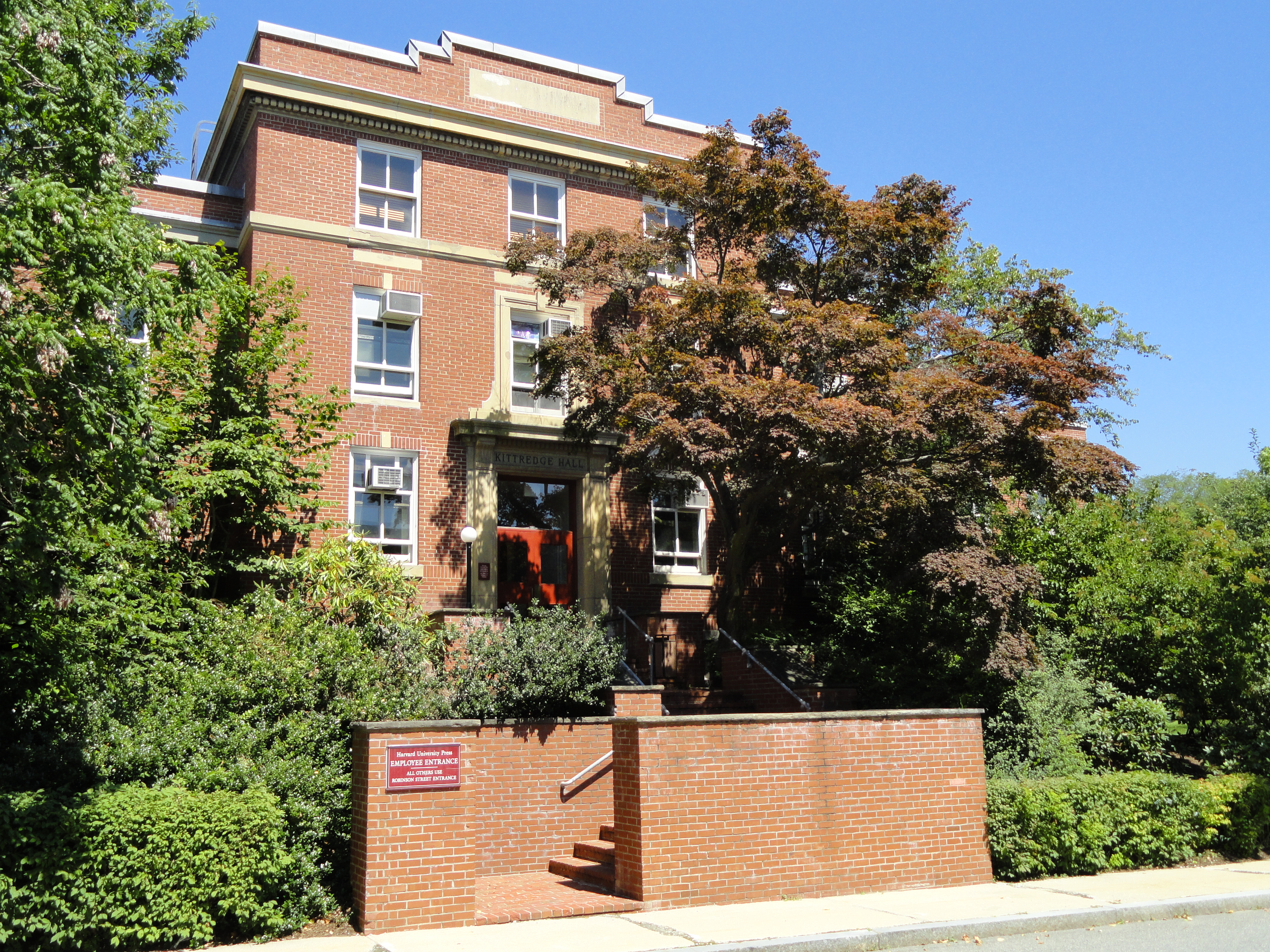

دار نشر جامعة هارفارد (بالإنجليزية: Harvard University Press) (تختصر: HUP) هي دار نشر تأسست في 13 يناير 1913، كقسم من جامعة هارفارد، وتركز على النشر الأكاديمي. في عام 2005، نشرت أزيد من 220 كتاب جديد. وهي عضو في رابطة دور نشر الجامعات الأمريكية. مديرها الحالي هو وليام بي سيسلر أما رئيس التحرير فهو سوزان والاس بومر.
يقع مكتب دار النشر في كامبريدج (ماساتشوستس)، بالقرب من ميدان هارفارد، في مدينة نيويورك وفي لندن، إنجلترا.
ومن أبرز المؤلفين الذين نشرت لهم دار نشر جامعة هارفارد هناك يودورا ويلتي، والتر بنيامين، إدوارد أوسبورن ويلسون، جون رولس، إيميلي ديكنسون، ستيفن جاي غولد، هيلين فاندر، كارول جيليجان، أمارتيا سن، ديفيد دبليو بلايت، مارثا نوسباوم، وطوما بيكيتي.
وفي 17 يونيو 2009، أُغلقت قاعة العرض في ميدان هارفارد، المخصصة لبيع منشورات الدار.

## المنشورات، والسلاسل
تمتلك دار نشر جامعة هارفارد ختم منشورات بيلكناب، الَّتي افتُتِحت في مايو 1954 بنشر «دليل هارفارد لتاريخ أمريكا». وَنُشرت سلسلة كتب مكتبة جون هارفارد تحت ختم بيلكناب.
توزع دار نشر جامعة هارفارد إصدارات مكتبة لوب الكلاسيكية وهي الناشر لمكتبة أي تاتي لعصر النهضة ولمكتبة دامبرتون أوكس للعصر الوسيط ومكتبة مورتي الكلاسيكية في الهند.
وهي تختلف عن هارفارد بزنس بريس، التي هي جزء من هارفارد للمنشورات الاقتصادية ودار نشر هارفارد المشتركة المستقلة.

## التحيز السياسي
وجدت دراسة لسنة 2011 أن الكتب التي نشرتها مطبعة جامعة هارفارد خلال الفترة 2000-2010 لها علاقة بأيديولوجية سياسية، حيث أن ثمانية فقط من أصل 494، «كان لها توجه بشكل واضح إما بالليبيرالية الكلاسيكية أو سياسة محافظة».

## وصلات خارجية
- الموقع الرسمي
- مدونة دار نشر جامعة هارفارد

## بيبيليوغرافيا
- Hall، Max (1986). Harvard University Press: A History. كامبريدج (ماساتشوستس): دار نشر جامعة هارفارد. ISBN:978-0-674-38080-6. مؤرشف من الأصل في 2018-08-08.